# Гайтани, Константин Григорьевич
Константин Григорьевич Гайтани (Гойтани, Гейтани) (?—1824) — русский военный деятель, капитан 1-го ранга.

## Биография
Дата рождения и вступления на военную службу неизвестны. Воспитывался в Греческой гимназии в Санкт-Петербурге.
С 1775 года (?) служил на Черноморском флоте. С 1784 года — мичман.
Участник сражений при Тендре, Гаджибее, Калиакрии, Анапе.
Гайтани был командиром шхуны «Вечеслав» (с августа 1787), бригантины «Таганрогская» (до августа 1795) и парусных 74-пушечных линейных кораблей Черноморского флота России — «Николай» и «Мария».
В 1807 году в чине капитан-лейтенанта командовал 36-пуш. фрегатом «Поспешный» в составе эскадры контр-адмирала С. М. Пустошкина.
Умер будучи командиром 42-й флотской эскадры в Севастополе 26 сентября 1824 года[по какому календарю?].

## Награды
- орден Святого Георгия 4-й степени (№ 1439; 26.11.1802)
- орден Святого Владимира 4-й степени

## Интересный факт
- Имя К. Г. Гайтани носит Загайтанская скала в Крыму[4].